# Salsola carpatha
Salsola carpatha là loài thực vật có hoa thuộc họ Dền. Loài này được P.H.Davis miêu tả khoa học đầu tiên năm 1953.